# Addi Tekelezan
Addi Tekelezan – miasto w Erytrei; w regionie Anseba. Według danych szacunkowych, w 1997 roku liczyło 9 616 mieszkańców